# 国際園芸博覧会
国際園芸博覧会（こくさいえんげいはくらんかい）は、オランダのハーグにある国際園芸家協会 (AIPH) が認定する博覧会である。
国際規模で園芸生産者の利益を図り、園芸技術の向上を図るために開かれる。
種別として各国代表の参加による国際的園芸博覧会（A類）と国際性のある国内園芸博覧会（B類）がある。

## 分類

### 国際園芸博覧会（A類）
- A1認定 大規模国際園芸博覧会
  - 年に1回まで開催可。
  - 同一国の場合は10年に1回以下の割合で開催することができる。
  - 3か月以上6か月未満の会期
  - 国際園芸家協会 (AIPH) は準備中の会場と作業チームを視察するため調査委員を派遣。
  - 園芸に係る全ての範囲を対象とする必要
  - 最低50ヘクタールの規模。
  - 最低10か国代表の参加。
  - 博覧会国際事務局 (BIE9) が認めた場合、「国際園芸博覧会区分の認定博 (Horticultural Exhibitions)」として「国際博覧会 (EXPO)」と称することができる。最低条件として、各博覧会間に2年以上の間隔を置くことを条件とする。
- A2認定=小規模国際園芸博覧会
  - 会期は1週間以上3週間以内。
  - 最低6か国代表の参加。
  - A3認定として特定分野を対象にした小規模国際園芸博（専門展示会）もある。

### 国際性のある国内園芸博覧会（B類）
- B1認定 長期、大規模国内園芸博覧会
  - 3か月以上6か月未満の会期。
  - 園芸に係る全ての範囲を対象とする必要。
  - 国際参加あり。
- B2認定=短期・専門国内展示会
  - 会期は1週間以上3週間以内。
  - 内容は特定の分野、専門的。
  - 国際参加あり。

## 歴史
1948年にヨーロッパの園芸家たちが国際園芸家協会 (AIPH) を設立し、初めての国際博覧会を1960年にオランダのロッテルダムで開催した。
以後ヨーロッパ各地で定期的に開催され、アジアでは1990年に日本の大阪市で開催された「国際花と緑の博覧会」(A1) が最初で、以後フィリピン、1999年に中国の昆明（昆明世界園芸博覧会、A1）、2000年に日本の兵庫県淡路島（淡路花博）、2002年と2009年に韓国の安眠島（安眠島国際花博覧会）、2004年に日本の静岡県浜名湖畔（浜名湖花博）、2006年に中国の瀋陽（瀋陽世博会）とシンガポール (Singapore Garden Festiva)、2006年 - 2007年にタイのチエンマイ県（チェンマイ国際園芸博覧会）、2010年 - 2011年に台湾（台北国際花の博覧会）、2013年に韓国の順天（順天湾国際庭園博覧会）、2019年に中国の北京（北京世界園芸博覧会、A1）で開催された。

### 日本
日本では1985年8月に社団法人日本造園建設業協会が国際園芸家協会 (AIPH) に加盟し、その後国際園芸博覧会の招請している。日本国政府の省庁は国土交通省と農林水産省が担当する。
これまでに日本で開催された国際園芸博覧会は下記。
- 1990年 国際花と緑の博覧会（花の万博）

大国際園芸博覧会（A1:会期6か月以内・海外参加可の博覧会）として大阪市で開催。併せて博覧会国際事務局に国際博覧会（特別博）として承認された博覧会である。
- 2000年 国際園芸・造園博「ジャパンフローラ2000（淡路花博）」

小規模国際博と大規模国内博（A2+B1、A2:会期3週間以内・海外参加可、B1:会期6カ月以内の国内博）として淡路島で開催。
- 2004年 しずおか国際園芸博覧会「パシフィックフローラ2004（浜名湖花博）」

小規模国際博と大規模国内博（A2+B1、A2:会期3週間以内・海外参加可、B1:会期6か月以内の国内博）として浜松市で開催。
2027年に横浜市の在日米軍旧上瀬谷通信施設の跡地で2027横浜国際園芸博覧会「GREEN×EXPO 2027」（A1）の開催が予定されている。